# Новотроїцька сільська рада (Бердянський район)
Новотроїцька сільська рада — колишній орган місцевого самоврядування у Бердянському районі Запорізької області з адміністративним центром у с. Новотроїцьке.

## Населені пункти
Сільській раді були підпорядковані населені пункти:
- с. Новотроїцьке

## Склад ради
Рада складалася з 16 депутатів та голови.

## Керівний склад сільської ради
| ПІБ                     | Основні відомості                                                               | Дата обрання | Дата звільнення |
| ----------------------- | ------------------------------------------------------------------------------- | ------------ | --------------- |
| Строкач Леся Миколаївна | Сільський голова, 1969 року народження, освіта, член Партії 'Реформи і порядок' | 26.03.2006   | 31.10.2010      |
| Строкач Леся Миколаївна | Сільський голова, 1969 року народження, освіта вища, член Партії регіонів       | 31.10.2010   |                 |

Примітка: таблиця складена за даними джерела